# محمد السروري
محمد السروري (مواليد 6 أغسطس 1994) في اليمن، هو لاعب كرة قدم يمني يلعب كمدافع.
لعب سابقاً مع نادي أهلي صنعاء و وقع مع نادي الوكرة مطلع عام 2018 بعد قرار الإتحاد القطري لكرة القدم باعتبار اللاعب اليمني كلاعب مقيم في الدوري القطري .

## مسيرة دولية

### أهداف دولية
Scores and results list Yemen's goal tally first.
| رقم | التاريخ     | الملعب                                              | الخصم   | الأهداف | النتيجة | المنافسة             |
| --- | ----------- | --------------------------------------------------- | ------- | ------- | ------- | -------------------- |
| 1.  | 5 مارس 2014 | ملعب طحنون بن محمد، العين، الإمارات العربية المتحدة | ماليزيا | 1–1     | 1–2     | تصفيات كأس آسيا 2015 |